# 165
165（一百六十五）是164與166之間的自然數。

## 在數學中
- 合數，正因數有1、3、5、11、15、33、55和165。
質因數分解為{\displaystyle 3\times 5\times 11}。
- 虧數，真因數和為123，虧度為42。
- 無平方數因數的數。
- 第13個楔形數。前一個為154、下一個為170。
- 第20個十进制的自我數。前一個為154、下一個為176。
- 第87個十进制的奢侈數。前一個為164、下一個為168。
- 四面體數
- 十八边形數

## 在其它領域中
- 由內政部警政署刑事警察局自2004年4月26日成立165防詐騙專線，內容包含闢謠專區、檢舉專區，以及提供全台詐騙訊息，每週更有統計詐騙來電排名，提醒民眾注意、避免受騙。[1]